# Polytrichum elongatum
Polytrichum elongatum là một loài rêu trong họ Polytrichaceae. Loài này được P. Beauv. mô tả khoa học đầu tiên năm 1805.